# Erzgebirgisches Streitsingen
Das Erzgebirgische Streitsingen war ein Wettbewerb von Singegruppen und Instrumentalisten aus dem sächsischen Erzgebirge, die in Anlehnung an den mittelalterlichen Sängerkrieg auf der Wartburg von 1937 bis 1941 durchgeführt worden sind. Die Anregung und Leitung übernahm der Volkstumbeauftragte für das Erzgebirge im Heimatwerk Sachsen, der Annaberger NSDAP-Kreisleiter Werner Vogelsang, auf den auch die Bildung des Anton-Günther-Ringes zurückging.
Die Streitsingen gliederten sich ein in die Gruppe derjenigen Großveranstaltungen, die im Sinne des Nationalsozialismus „die schöpferischen Kräfte des erzgebirgischen Volkstums erwecken und ihren tiefsten Sinn in der bewußten Gestaltung der erzgebirgischen Gemeinschaft finden“ sollten und die in ähnlicher Form auch für Schnitzer und Bastler, Klöpplerinnen und Spielzeugmacher organisiert wurden.
Das erste Streitsingen fand am 21. August 1937 im „Deutschen Haus“ in Buchholz statt. Rund 7000 Rundfunkhörer entschieden dabei über die Preisvergabe. Der 1. Preis ging an die Zschorlauer Nachtigallen und an den Sänger Walter Kunz aus Eibenstock.
Im „Tivoli“ in Olbernhau fand am 22. April 1939 das zweite und am 15. Juni 1940 in der Kraußhalle in Schwarzenberg das dritte Streitsingen statt, die beide von den Geschwistern Caldarelli gewonnen werden konnten. 1941 wurde in Chemnitz das letzte Streitsingen durchgeführt.